# Arthur Lyon Bowley
Pour les articles homonymes, voir Bowley.
Arthur Lyon-Bowley (né à Bristol le 6 novembre 1869 – mort dans le Surrey le 21 janvier 1957) est un statisticien et économiste anglais spécialisé en économétrie. Il a systématisé le recours aux échantillonnages dans les sciences sociales et on lui attribue la rédaction du premier manuel de statistique en anglais.

## Biographie

### Années de formation
Son père, James William Lyon-Bowley, est un pasteur anglican qui meurt en 1870, alors qu'Arthur n'a pas deux ans, laissant une veuve avec la charge de sept enfants. Arthur effectue ses études secondaires à Christ's Hospital, et obtient une bourse pour étudier les mathématiques à Trinity College (Cambridge). Il est reçu 10e Wrangler aux Tripos.
À Cambridge, Bowley suit un cours de l'économiste Alfred Marshall, lui aussi ancien wrangler : l'estime réciproque des deux hommes pousse Bowley vers les sciences économiques. Il remporte d'abord le prix Cobden du meilleur essai avec Account of England's Foreign Trade, qui parait en librairie. Marshall veille ensuite sur la carrière de Bowley, le recommandant à différents postes et lui prodiguant ses conseils : ainsi Marshall lui indique que son livre Elements of Statistics contenait « trop de mathématiques. »

### L'universitaire
À sa sortie de Cambridge, Bowley enseigne de 1893 à 1899 les mathématiques à la St John's School de Leatherhead. Simultanément, il rédige des communications sur les statistiques économiques : son premier article pour la revue de la Royal Statistical Society parait en 1895, l'année même de création de la London School of Economics. Bowley en devient l'un des maîtres de conférence, et il conserve des liens forts avec cette institution jusqu'à sa retraite en 1936. Il est d'ailleurs considéré comme l'un des pères intellectuels de cette école, bien qu'il poursuive sa carrière à l'University College de Reading, puis en tant que professeur Newmarch à l'University College de Londres (1897–98 and 1927–28). Devenu professeur de la London School of Economics (1915), cette institution lui offre la première chaire de statistiques jamais créée au Royaume-Uni (1919) ; mais à l'époque, tout reste à faire : Edmund Cecil Rhodes (1892–1964) ne rejoint l'équipe qu'en 1924 et R. G. D. Allen en 1928.
Bowley est à l'origine d'un courant de la statistique économique britannique, né au début des années 1890, qui se caractérise par l'intérêt porté à l'effet du commerce sur les salaires et revenus, et qui s'étend à l'étude du revenu national dans l'Entre-deux-guerres. Sa collaboration avec Josiah Stamp sur l'évolution du revenu national britannique entre 1911 et 1924 fait l'objet de vives réactions en son temps (il n'y aura de statistiques régulières sur le revenu national qu'à partir de la Seconde Guerre mondiale). Vers 1910, Bowley se met à inclure les statistiques sociales dans ses recherches, avec l'idée de prolonger les études sociologiques comme Life and Labour of the People in London de Charles Booth (1889–1903) ou « Pauvreté, une étude de la vie Urbaine » de Seebohm Rowntree (1901). Le renouveau méthodologique tenait à l'usage des techniques d’échantillonnage. Bowley expose ses principes de l’échantillonnage dans un article de 62 pages publié en 1926. Le chef d’œuvre sociologique de Bowley demeure son monumental New Survey of London Life and Labour. Lyons-Bowley n'hésite pas à faire prendre un nouveau virage à ses recherches dans les années 1930 : avec son jeune collègue R. G. D. Allen, il se lança dans l'étude économétrique des dépenses des foyers.

### Vie privée
Selon Allen et George, « La personnalité de Bowley était celle d'un homme plutôt timide et renfermé. Il ne se fait pas vraiment d'amis et les liens étroits avec Edwin Cannan pendant plusieurs années constituent une expérience pratiquement unique. » Sa fille Marian Bowley enseigne elle aussi l'économie.

### Distinctions et récompenses
Bowley reçoit de nombreuses distinctions au cours de sa carrière : Fellow de la British Academy (1922), il est anobli en 1950. Il sert le gouvernement au sein de la Royal Economic Society et est président de la Econometric Society (1938-9). La Royal Statistical Society lui décerne la Médaille Guy en or en 1935, et il est président de cette institution en 1938–40.

## Œuvres
Les Elements of Statistics de Lyons-Bowley sont souvent considérés comme le premier manuel de statistique en langue anglaise. On y trouve exposées les principales techniques des statistiques descriptives utiles aux économistes et aux sociologues, et les premières éditions comportaient même des rudiments de théorie.
Lyon-Bowley n'a pas révolutionné la théorie de la statistique autant que l'avaient fait Karl Pearson, Udny Yule ou F. Y. Edgeworth avant lui. Dans les années 1930, Bowley confiait à Fisher que « Le Pr Edgeworth a beaucoup écrit sur son  sujet favori » puis, tapant dans le dos de Neyman :« Je ne suis pas du tout sûr qu'on puisse faire confiance à cette confiance-là [celle d'« intervalle de confiance »]. »
L'enseignement de Bowley anticipe plusieurs idées en analyse exploratoire des données popularisées par la suite par John Tukey, comme les diagramme branche-et-feuille, les boîtes à moustaches ou la moyenne pondérée aux quartiles.
Dans son essai The Mathematical Groundwork of Economics, il s'est efforcé d'exposer aux économistes les grandes idées et les techniques de l'économie mathématique. Il eut le mérite de faire connaître la boîte d'Edgeworth, souvent appelée dans le monde anglophone Edgeworth-Bowley box. Bowley expose également dans ce livre le concept de variation conjecturale dans la théorie des oligopoles.
Il a énoncé la Loi de Bowley qui veut « la proportion du travail dans le PNB soit constante. »

### Choix de publications d'A. L. Bowley
- A Short Account of England's Foreign Trade in the Nineteenth Century, 1893.
- Wages and Income in the United Kingdom Since 1860, 1900.
- Elements of Statistics, 1901. (4th edition in 1920)
- An Elementary Manual of Statistics, 1909.
- Livelihood and Poverty: a study in the economic conditions of working-class households, with A.R. Bennett-Hurst, 1915.
- The Division of the Product of Industry, 1919
- The Mathematical Groundwork of Economics, 1924.
- Has Poverty Diminished?  with M.Hogg, 1925.
- Measurement of Precision attained in Sampling, Bulletin de l'Institut International de Statistique,(1926) 22, Suppl. to Book 1, 1–62. Gallica (after p. 451)
- The National Income 1924 with J. Stamp, 1927.
- Bilateral Monopoly, 1928, Economic Journal.
- F. Y. Edgeworth's Contributions to Mathematical Statistics, 1928.
- New Survey of London Life and Labour, 1930–35.
- Family Expenditure with R.G.D. Allen, 1935.
- Three Studies in National Income, 1939.